# Вулиця Грибоєдова (Рязань)
Вулиця Грибоє́дова (раніше - Горшечна) — вулиця в центрі міста Рязань. Проходить від площі без назви біля рязанського м'ясокомбінату до проїзду Річників. Перетинає вулиці Єсеніна, Вознесенську, Скоморошинську, площі Свободи та 26 Бакинських Комісарів. Зліва (при русі в бік проїзду Речников) до вулиці примикає проїзд Щедріна.

## Історія
Вулиця виникла у XVIII столітті у зв'язку із затвердженням Катериною II регулярного плану міста. Свою назву отримала за ремісничим гончарним виробництвом, що знаходився неподалік Старого базару. У ХІХ ст. частина від вулиці Ряжської (сучасна вулиця Єсеніна) до Воскресенської церкви (розташовувалася на місці сучасної площі Свободи, в центрі) називалася вулиця Воскресенська. Раніше на вулиці стояли дерев'яні будинки купців Баклановського, Яблунева, Поповицького, Лаврова та інших. На час нової забудови вулиці Грибоєдова вони вже вросли в землю, покосилися і занепали.
У 1929 році вулиці було надано ім'я письменника, дипломата О. С. Грибоєдова.
У 70–80-х роках XX століття вулиця була майже повністю перебудована. Замість старих дерев'яних будинків виросли сучасні висотні будинки.

## Примітні будинки

### Непарний бік
- Будинок №3 - 12-поверховий житловий будинок. На першому поверсі розташоване відділення Пошти Росії;
- Будинок №5 - сучасний шестиповерховий житловий будинок, на першому поверсі та у напівпідвальних приміщеннях якого знаходяться магазини, банки та аптеки;
- Будинок № 7 – сучасний 6-поверховий житловий будинок;
- Будинок № 9 – 9-поверховий житловий будинок. Діють продовольчі, господарські магазини.
- Будинок № 11 – 9-поверховий житловий будинок. У будівлі діють фірмовий магазин рязанської взуттєвої фабрики «Рязаньвест» та відділення Сбербанку;
- Будинки № 47, 53, 57, 59 - залишки старовинної дерев'яної забудови вулиці;
- Будинок № 67 – двоповерховий будинок – пам'ятка історії та культури регіонального значення.

### Парний бік
- Будинок № 10 - двоповерхова цегляна будівля лазень;
- Будинок № 14 – сучасний 10-поверховий житловий будинок. У будівлі діє дитячий центр розвитку;
- Будинок № 24 - 5-поверховий будинок 1990 року.
- Будинок № 26 - 5-поверховий будинок 1990 року. У будівлі знаходиться відділення Рязанської обласної наукової бібліотеки ім. Горького;
- Будинки № 40, 42 – 9-поверхові житлові будинки.
- Будинок № 58 - Комплекс будинків купців Ананьїних 1850-1864 років побудови. 2012 року реконструйований. Наразі в будівлі розташований бізнес-центр;

## Транспорт
Вулиця Грибоєдова є великою транспортною артерією, що забезпечує зв'язок центру міста з районами Кальне та Дашково-Пєсочня, а також виїздом із міста в напрямку Солотчі та Владимира.
По вулиці проходять маршрути тролейбусів 3, 10; автобуса 23. Зупинки «Площа Свободи» (біля однойменної площі) та «Вулиця Грибоєдова» (біля перехрестя з вулицею Єсеніна)